# Copa do Mundo de Ciclismo Feminina
A Copa do Mundo de Ciclismo feminina (oficialmente: Elite Women's World Cup) foi uma competição de ciclismo de estrada criada pela UCI em 1998 com o fim de premiar à ciclista em estrada que ao longo do ano obtivesse os melhores resultados nas várias provas de um dia femininas mais importantes, a imitação da antiga Copa do Mundo de Ciclismo masculina.
Os organizadores deviam convidar aos 5 melhores países e aos 15 melhores equipas (desde 2013 aumentado aos 20 primeiros de um "ranking fictício") ainda que estes podem declinar dito convite, com entre 6 e 4 por equipa. A diferença de em o resto de carreiras femininas, as integradas neste circuito não podem participar equipas amadoras.
A partir de 2016 foi substituído pelo UCI World Tour Feminino.

## Carreiras
As carreiras pontuáveis que fizeram parte da Copa do Mundo feminina em alguma ocasião são as seguintes:
| Carreira                                                                           | País           | Anos                       | Total edições |
| ---------------------------------------------------------------------------------- | -------------- | -------------------------- | ------------- |
| Sydney World Cup/Canberra World Cup/Geelong World Cup                              | Austrália      | 1998-2008                  | 11            |
| Liberty Classic                                                                    | Estados Unidos | 1998-2001                  | 4             |
| La Coupe du Monde Cycliste Féminine de Montréal                                    | Canadá         | 1998-2009                  | 12            |
| Trophée International de Saint-Amand-Montrond                                      | França         | 1998-1999, 2001            | 3             |
| Ladies Tour Beneden Maas                                                           | Países Baixos  | 1998-1999                  | 2             |
| Damen Weltcup G. P. Tell/UCI Weltcupfinale Embrach/Grande Prêmio da Suíça Feminino | Suíça          | 1998-2002                  | 5             |
| Hamilton City World Cup / New Zealand World Cup                                    | Nova Zelândia  | 1999, 2001-2002, 2006-2007 | 5             |
| Primavera Rosa                                                                     | Itália         | 1999-2005                  | 7             |
| Flecha Valona                                                                      | Bélgica        | 1999-2015                  | 17            |
| Rotterdam Tour                                                                     | Países Baixos  | 2000-2006                  | 7             |
| Grande Prêmio Castilla e León                                                      | Espanha        | 2002-2006                  | 5             |
| Grande Prêmio de Plouay/Grande Prêmio de Plouay-Bretanha                           | França         | 2002-2015                  | 14            |
| Amstel Gold Race                                                                   | Países Baixos  | 2003                       | 1             |
| Volta a Nuremberg                                                                  | Alemanha       | 2003-2009                  | 7             |
| Tour de Flandres                                                                   | Bélgica        | 2004-2015                  | 12            |
| Grand Prêmio de Gales                                                              | Ucrânia        | 2005                       | 1             |
| Tour de Berna                                                                      | Suíça          | 2006-2009                  | 4             |
| Open de Suède Vargarda                                                             | Suécia         | 2006-2015                  | 10            |
| Open de Suède Vargarda TTT (Team Time Trial)                                       | Suécia         | 2008-2015                  | 8             |
| The Ladies Golden Hour                                                             | Dinamarca      | 2006                       | 1             |
| Tour de Drenthe/Univé Tour de Drenthe/Tour de Drenthe/Boels Rental Tour de Drenthe | Países Baixos  | 2007-2015                  | 9             |
| Troféu Alfredo Binda-Comune di Cittiglio                                           | Itália         | 2008-2015                  | 8             |
| Tour da Ilha de Chongming Copa do Mundo                                            | Chile          | 2010-2015                  | 6             |
| Grande Premeio Cidade de Valladolid                                                | Espanha        | 2010-2011                  | 2             |
| Sparkassen Giro                                                                    | Alemanha       | 2014-2015                  | 2             |
| Parx Casino Philly Cycling Classic                                                 | Estados Unidos | 2015                       | 1             |

## Palmarés

### Individual
| Ano  | Ganhadora            | Segunda                | Terceira            |
| ---- | -------------------- | ---------------------- | ------------------- |
| 1998 | Diana Žiliūtė        | Alessandra Cappellotto | Deirdre Demet-Barry |
| 1999 | Anna Wilson          | Hanka Kupfernagel      | Tracey Gaudry       |
| 2000 | Diana Žiliūtė        | Pia Sundstedt          | Mirjam Melchers     |
| 2001 | Anna Wilson          | Mirjam Melchers        | Susanne Ljungskog   |
| 2002 | Petra Rossner        | Mirjam Melchers        | Regina Schleicher   |
| 2003 | Nicole Cooke         | Regina Schleicher      | Mirjam Melchers     |
| 2004 | Oenone Wood          | Petra Rossner          | Angela Brodtka      |
| 2005 | Oenone Wood          | Susanne Ljungskog      | Mirjam Melchers     |
| 2006 | Nicole Cooke         | Ina Teutenberg         | Anette Beutler      |
| 2007 | Marianne Vos         | Nicole Cooke           | Ina Teutenberg      |
| 2008 | Judith Arndt         | Suzanne de Goede       | Marianne Vos        |
| 2009 | Marianne Vos         | Emma Johansson         | Kirsten Wild        |
| 2010 | Marianne Vos         | Emma Johansson         | Kirsten Wild        |
| 2011 | Annemiek van Vleuten | Marianne Vos           | Emma Johansson      |
| 2012 | Marianne Vos         | Judith Arndt           | Evelyn Stevens      |
| 2013 | Marianne Vos         | Emma Johansson         | Ellen van Dijk      |
| 2014 | Elizabeth Armitstead | Emma Johansson         | Marianne Vos        |
| 2015 | Elizabeth Armitstead | Anna Van Der Breggen   | Jolien D'Hoore      |

### Por equipas
| Ano  | Ganhador                      | Segundo                   | Terceiro              |
| ---- | ----------------------------- | ------------------------- | --------------------- |
| 2006 | Univega                       | T-Mobile Women            | Buitenpoort-Flexpoint |
| 2007 | Raleigh Lifeforce Creation HB | DSB Bank                  | T-Mobile Women        |
| 2008 | Columbia Women                | Nürnberger Versicherung   | Menikini Selle Italia |
| 2009 | Cervélo Women                 | DSB Bank-Nederland Bloeit | Red Sun               |
| 2010 | Cervélo Women                 | HTC-Columbia Women        | Nederland Bloeit      |
| 2011 | Nederland Bloeit              | HTC-Highroad Women        | Garmin-Cervélo Women  |
| 2012 | Rabobank Women                | Orica-AIS                 | Specialized Lululemon |
| 2013 | Rabo Women                    | Orica-AIS                 | Specialized Lululemon |
| 2014 | Rabo Liv Women                | Boels Dolmans             | Specialized Lululemon |
| 2015 | Rabo Liv Women                | Wiggle Honda              | Boels Dolmans         |

## Sistema de pontuação
À cada uma das carreiras aplicava-se-lhe o seguinte sistema de pontuação:

### Individual
| Posição na prova | 1  | 2  | 3  | 4  | 5  | 6  | 7  | 8  | 9  | 10 | 11 | 12 | 13 | 14 | 15 | 16 | 17 | 18 | 19 | 20 |
| ---------------- | -- | -- | -- | -- | -- | -- | -- | -- | -- | -- | -- | -- | -- | -- | -- | -- | -- | -- | -- | -- |
| Pontos           | 75 | 50 | 35 | 30 | 27 | 24 | 21 | 18 | 15 | 11 | 10 | 9  | 8  | 7  | 6  | 5  | 4  | 3  | 2  | 1  |

### Por equipas
Esta classificação foi a soma das 4 melhores corredoras da cada equipa na classificação individual.